# Housewife
Housewife is een film uit 1934 onder regie van Alfred E. Green.

## Verhaal
Nan Reynolds moedigt haar echtgenoot ertoe aan zijn eigen bedrijf op te richten. Vlak voordat hij op het punt staat failliet te gaan, weet hij een cliënt te krijgen. Wanneer zijn voormalige vriendin Patricia Berkeley samen gaat werken met de cliënt, wordt ze verliefd op Nans man.

## Rolverdeling
| Acteur       | Personage                  |  |
| ------------ | -------------------------- |  |
| Bette Davis  | Patricia 'Pat' Berkeley    |  |
| George Brent | William H. 'Bill' Reynolds |  |
| Ann Dvorak   | Nan Wilson Reynolds        |  |